# Mário Sperry
Mário Sperry, The Zen Machine, né le 28 septembre 1966, est un expert en jiu-jitsu brésilien. 
Après une grande carrière de compétiteur en JJB et à l'ADCC, il a également fait une incursion dans le monde du combat libre. Il est l'un des managers de la Brazilian Top Team (BTT), l'une des meilleures équipes de MMA du Brésil.

## Biographie
Mario Sperry est considéré comme l'un des plus grands combattants brésiliens de tous les temps. 
En tant que pratiquant de JJB, il est arrivé à la compétition dans le début des années 1980 et domina toutes les catégories de ceinture jusqu'à la ceinture noire, qu'il obtint de Carlson Gracie en 1995 lors des Championnats du monde de JJB (World Championships of Brazilian Jiu-Jitsu). Il remporta alors le titre de champion dans sa catégorie en battant beaucoup de grands noms. Il gagna encore en 1996, 1997 et 1998, devenant l'un des pratiquants de JJB les plus titrés.
Fin 1998, il devint le premier combattant de l'histoire à battre un membre de la famille Gracie lorsqu'il soumit le legendaire multi-champion du monde Royler Gracie lors d'un match épique.
Il devint en 1998 le premier champion dans la catégorie absolute de grappling à l'ADCC et garda son titre 3 années de suite, le perdant contre Mark Kerr en 2001.

## Palmarès en jiu-jitsu brésilien
- Black Belt World Mundial Champion 1996, 1997, and 1998.
- Brazilian National Black Belt Heavyweight Champion 1994 and 1995.
- Voted Best Brown Belt in Brazil by the Brazilian Confederation 1992.
- Voted Best Purple Belt in Brazil by the Brazilian Confederation in 1990.

## Palmarès à l'ADCC
- 1998 : ADCC Heavyweight and Absolute Class Champion.
- 1999 : ADCC Superfight Champion contre Enson Inoue.
- 2000 : ADCC Superfight Champion contre Roberto Traven.

## Palmarès en arts martiaux mixtes
- Record : 11 - 4  - 0 (Win - Loss - Draw) à la date du 1er avril 2007.
- Victoire :
  - 3 (T)KOs (27,27 %)
  - 5 Submissions (45,45 %)
  - 3 Decisions (27,27 %)
- Losses : 3 (T) KOs (75,00 %)
- 1 Decisions (25,00 %)

- Vale Tudo Super Fight Champion at the Titanic Duel in Brazil 1995.
- Reality Super Fight Champion in Alabama 1996.
- Ultimate Caged Combat Overall Championship in Sidney Australia 1997.
- Japan's Coliseum 2000 Heavy Weight Champion (bat Kiromitsu Kanehara).

| 11 victoires (3 (T)KOs, 5 soumissions, 3 décisions), 4 défaites (3 (T)KOs, 1 décisions), 0 égalité. |                  |               |                    |           |       |       |
| Résultat                                                                                            | Adversaire       | Méthode       | Nom de l'évènement | Date      | Round | Temps |
| Loss                                                                                                | Tsuyoshi Kohsaka | TKO (Punches) | PRIDE 31-Dreamers  | 2/26/2006 | 1     | 1:20  |
| |                  |               |                    |           |       |       |
| |                  |               |                    |           |       |       |